# 上條恒彦
- 上條恒彦
- 上条恒彦

上條 恒彦（かみじょう つねひこ、1940年〈昭和15年〉3月7日 - 2025年〈令和7年〉7月22日）は、日本の歌手、俳優、声優。長野県東筑摩郡朝日村出身。ケイセブン中村屋所属。ひげと眼鏡の風貌で親しまれた。

## 経歴

### 生い立ち
長野県東筑摩郡朝日村の農家の出身。朝日村立朝日中学校（現：松本市山形村朝日村中学校組合立鉢盛中学校）を経て、長野県松本県ヶ丘高等学校を卒業後、1958年4月に上京。
大森の雑貨品問屋の住み込み店員を手始めに、新聞配達、サンドイッチマン、新宿のうたごえ喫茶「灯」で週6日、1日に50曲以上を歌ってバリトンの歌声を鍛えるなど、約15種類の職業を経験する。1964年3月、初めて労音で勤務し、のちに歌手としてデビューするきっかけとなる。
1968年に結婚。その後長男の恒（俳優）、次男をもうける。1979年ごろ離婚し、2人の子どもは上條が引き取る。1983年、付き人であった女優で16歳年下の悦子と再婚、4人の男児をもうける。末子・駿は俳優。

### デビュー後
1970年1月10日に放送が始まったNHK総合テレビジョンの音楽番組『ステージ101』の準レギュラー出演者となり、レギュラー出演者のグループであるヤング101のお兄さん格の扱いを受けた。1971年、グループ「六文銭」と共演した『出発の歌（たびだちのうた）』で、三重県合歓の郷で開催された「ポピュラーソング・フェステバル'71」のグランプリを受賞。次いで11月、第2回世界歌謡祭でグランプリ・歌唱賞を受賞。
翌1972年には、第23回NHK紅白歌合戦に初出場する。また、フジテレビ系列の時代劇『木枯し紋次郎』の主題歌『だれかが風の中で』を歌い、ヒットさせる。9月には「日本歌謡祭」で『橋』が入賞。1973年2月には、沖縄海洋博の歌『珊瑚礁に何を見た』を制作する。同年、『さよならの世界』で第4回世界歌謡祭の歌唱グランプリを受賞。
俳優としても活動し、『3年B組金八先生』の社会教師・服部肇役で有名。
声優としても、ジブリ作品に複数担当し、ディズニー映画「リトル・マーメイド」の初代セバスチャン役として出演。「アンダーザーシー」も歌唱する。続編でもセバスチャン役は安西正弘に交代したが劇中歌として上條の歌唱が使われた。その後、セバスチャン役は山寺宏一に交代。実写映画では木村昴がセバスチャンを演じ「アンダーザーシー」も木村が歌唱する。
丸大食品のウインナー、フランクフルト商品のCMソングを1980年代に担当していた。
1985年には鳥取県で開催された「わかとり国体」では、大会テーマ曲の『スピリッツ』を秋季大会開会式で歌った。
1987年から長野県諏訪郡富士見町、八ヶ岳山麓に居住。妻の著書『八ヶ岳山麓　上條さんちのこどもごはん』（ISBN 978-4784072644、信濃毎日新聞社、2015年）に生活の様子が記されている。 アトリエ・ダンカンとの契約満了にともない、2013年5月1日よりケイセブン中村屋に所属。

### 晩年・死去
2024年末に誤嚥性肺炎で一時危篤状態となった。2025年1月の公開記念舞台あいさつでは生歌唱を披露する予定だったが、リハビリのため欠席し、手紙で「皆さまの前で歌えないことが残念でなりません」とメッセージを寄せていた。
その後は活動復帰を目指しリハビリを行っていたが、2025年7月22日、長野県の自宅近くの病院にて老衰のため死去した。85歳没。告別式は親族で行い、上條自身の遺志によりお別れの会を行う予定はない。

## 出演作品（俳優）

### テレビドラマ
- 木枯し紋次郎 第1シリーズ 第18話「流れ舟は帰らず」（1972年、フジテレビ） - 釜石の木太郎 役
- 追跡 第15話「灰色の天使」（1973年、関西テレビ）
- おんな家族 （1974年、TBS）
- 東芝日曜劇場 （TBS）
  - 第906回「恋人」（1974年）
  - 第1124回「おかしな夫婦」 （1978年6月25日、HBC） - 峰雄 役
  - 第1146回「森の学校」（1978年、HBC）
  - 第1197回「愛の学校」（1979年、HBC）
  - 第1269回「旅立ちの朝」（1981年、CBC）
  - 第1305回「ホンカン仰天す」（1981年、HBC）
  - 第1313回「七年目の夫婦」（1982年、CBC）
  - 第1381回「たったひとつの約束」（1983年、CBC）
  - 第1502回・第1503回「じゃがいもと三日月」（1985年、HBC）
  - 第1557回「チャンスは気まぐれ」（1986年、CBC）
- 西瓜が食べたい（1975年、広島テレビ）
- 寺島町奇譚 （1976年、NHK総合）
- 銀河テレビ小説（NHK総合）
  - ぼくの姉さん（1978年） - 西条 役
- 鉄道公安官 第1話「寝台特急の少年」（1979年、テレビ朝日 / 東映） - 辻井 役
- 愛と喝采と（1979年、TBS）
- 3年B組金八先生 （TBS） - 服部肇 役
  - 第1シリーズ（1979年-1980年）
  - 第2シリーズ（1980年-1981年）
  - スペシャル1「贈る言葉」（1982年）
  - スペシャル2「イレ墨をした教え子」（1983年）
  - 第4シリーズ第6話「涙の大合唱」（1995年）
  - スペシャル9「子供を救え! 大人達よ立ち上がれ」（1998年）
  - 第5シリーズ（1999年-2000年）
  - スペシャル10「お前死んだオレ泣くぞ・3B一年ぶり大集合」（2001年）
  - 第6シリーズ（2002年）
  - 第7シリーズ（2005年）
  - スペシャル12「3年B組金八先生ファイナル〜最後の贈る言葉」（2011年）
- 1年B組新八先生（1980年、TBS）- 服部肇 役
- 連続テレビ小説（NHK総合）
  - 本日も晴天なり（1981年 - 1982年） - 花山洋三 役
  - 春よ、来い（1994年 - 1995年）
  - ゲゲゲの女房（2010年） - 杉浦音松 役
- 月曜スター劇場 「オレ達全員奈津子の子」（1982年、日本テレビ）
- 青が散る（1983年 - 1984年、TBS） - 佐野清 役
- 大河ドラマ （NHK総合）
  - 徳川家康（1983年） - 鳥居強右衛門 役
  - 武田信玄（1988年） - 村上義清 役
  - 秀吉（1996年） - 斎藤利三 役
  - 葵 徳川三代（2000年） - 上杉景勝 役
  - 軍師官兵衛（2014年） - 大友宗麟 役
- 宇宙刑事シャリバン （1983年 - 1984年、テレビ朝日） - 伊賀電一郎 役
- ザ・サスペンス 「黄色の誘惑」（1983年、TBS）
- 女ざかり 男あさり （1984年、テレビ朝日）
- 野球狂の詩（1985年、フジテレビ）
- オレっちの星空野球 （1985年、フジテレビ）
- 新春ドラマスペシャル 「女たちの場所」（1986年、フジテレビ）
- あしたへジャンプ （1986年、NHK総合）
- 水曜ドラマスペシャル 「生命、ありがとう」（1986年、TBS）
- セゾンスペシャル 「サーカス村裏通り」（1987年、TBS）
- 火曜サスペンス劇場　（日本テレビ）
  - 「愛と野望の虚像」（1987年）
  - 「六月の花嫁1　「遺言結婚　小樽地獄坂の殺人」（1995年）
- 氷点（1989年、テレビ朝日）
- 終戦四十五年ドラマスペシャル 戦艦大和（1990年、フジテレビ）
- 豆腐屋直次郎の裏の顔（朝日放送 / アズバーズ） - 本郷平八郎 役
  - 火曜ミステリー劇場スペシャル3「時効まで一週間・波止場のカジノの金庫をねらえ！」（1991年7月2日）
  - 第5話「ダーリンが脅迫電話でピンチ!」（1992年7月28日）
  - 第6話「美人弁護士は刑事のガードマンつき」（1992年8月18日）
- ナースステーション（1991年、TBS）
- 金曜エンタテイメント （フジテレビ）
  - 「これから　海辺の旅人たち」（1993年）
  - 「時代劇SP　帰って来た木枯し紋次郎」（1994年）
- 月曜ドラマスペシャル 「保護司堂本ガンバります！郡上八幡連続殺人事件」（1996年、TBS）
- ドラマ新銀河（NHK総合）
  - いらっしゃい（1996年） - 御成道彦 役
- 唱歌誕生　ふるさとを創った男－高野辰之物語（1998年、信越放送）
- 坊さんが、ゆく（1999年、NHK総合）[13]
- 盤嶽の一生 第2話「絵図面の謎」（2002年、フジテレビ） ‐ 研師・銀造 役
- HTBスペシャルドラマ「夏の約束」（2002年、北海道テレビ・テレビ朝日） - 大熊吾郎 役
- 東京ラブ・シネマ 第2話「一発逆転」（2003年、フジテレビ） - ケビン・タニグチ 役
- 今週、妻が浮気します 第1話「大ピンチの男!」（2007年、フジテレビ） - 緒方清洵 役
- 派遣のオスカル〜 『少女漫画』に愛をこめて（2009年8月〜10月、NHK総合） - 佐藤克弘 役
- TBS開局60周年記念ドラマ 99年の愛〜JAPANESE AMERICANS〜（2010年、TBS） - 平松次郎（現代編） 役
- 大魔神カノン（2010年、テレビ東京） - ブジンサマ 役
- 秋のドラマ特別企画 命〜天国のママへ〜（2013年、TBS） - 湧田源治 役
- 医龍-Team Medical Dragon-4 第1話（2014年、フジテレビ） - 森本信夫 役
- TRICK 新作スペシャル3（2014年、テレビ朝日） - 佐伯幸三 役
- BS時代劇 一路（2015年、NHK BSプレミアム） - 空澄 役
- 世界に誇る夢の超特急〜新幹線開発物語（2017年3月26日、BS-TBS） - 十河信二 役　※再現ドラマ部分
- やすらぎの郷（2017年8月、テレビ朝日） - 白鳥洋介 役
- やすらぎの刻〜道（2019 - 2020年、テレビ朝日） ‐ 白鳥洋介 役
- コールドケース3 〜真実の扉〜 第3話「女優」（2020年12月19日、WOWOW） - 山下貞夫 役

### 映画
- 男はつらいよ 寅次郎子守唄（1974年）- 大川弥太郎 役
- 男はつらいよ 寅次郎相合い傘（1975年）- 海賊2 役
- 男はつらいよ 寅次郎と殿様（1977年） - 山嶽党の一味役(ノンクレジット)
- 獄門島（1977年）
- 新宿馬鹿物語（1977年）
- 燃える秋（1978年）
- 〈分校日記〉イーハトーブの赤い屋根（1978年）
- テラ戦士ΨBOY（1985年）- MOMOKOのパパ 役
- 星の牧場（1987年）- 蜂飼のクラリネット 役
- 千利休 本覺坊遺文（1989年）- 山上宗二 役 ※ヴェネツィア国際映画祭サン・マルコ銀獅子賞受賞作品
- 病は気から 病院へ行こう2（1992年）-安曇 直役
- 帰って来た木枯し紋次郎（1993年）- 酔いどれ浪人 役
- 愛する（1997年）
- 走れ!ケッタマシン〜ウェディング狂騒曲（2002年）
- カルテット!（2012年）-開の祖父 役
- 悼む人（2015年）- 蒔野の父 役
- かぐらめ（2015年）- 相原重雄 役 [14]
- 明日へ 戦争は罪悪である（2017年） - 植木徹誠 役

### 舞台
- 劇団民藝『お尋ね者ホッツェンプロッツ』（1975年）
- PIPPIN（1975年） - チャールズ 役
- ラ・マンチャの男 （1977年 - 2023年） - 牢名主、宿屋の主人 役 ※1999年度第25回菊田一夫演劇賞受賞対象作品
- ロック・ミュージカル　ハムレット（1979年） - クローディアス 役
- ABCミュージカル『阿国』（1990年 - 2007年） - 原三郎左衛門 役
- スパニッシュミュージカル『バルセロナ物語』 （1991年 - 1992年） - ロセンド・ソロンゴ 役
- マイ・フェア・レディ （1993年 - 2007年）- アルフレッド・ドゥーリトル 役
- 屋根の上のバイオリン弾き - 主演 テヴィエ 役（1986年）、ラザール・ウォルフ 役（1982年 - 2005年）
- 香港ラプソディー （1993年）
- ABCミュージカル『狸 TANUKI』（1996年）
- フラメンコ・ミュージカル『ロス・タラントス―バルセロナ物語―』 （1998 - 1999年、2000年） - ソロンゴ 役
- クリスマス・ボックス（2001年） - ローレンス・フレーク 役
- 音楽劇『円仁』（2002年） - 主演 円仁 役
- 十二夜（2003年） - マルヴォーリオ 役
- キャバレー（2004年） - ヘル・シュルツ役
- 椿姫（2004年） - ジョルジュ・デュヴァル 役
- 世界の中心で、愛をさけぶ （2005年）- 朔太郎の祖父 役
- メタル マクベス（2006年） - レスポール王、元社長 役
- 紫式部ものがたり（2006年） - 藤原為時 役
- ウーマン・イン・ホワイト（2007年） - フォスコ伯爵 役
- 羽衣伝説（2008年） - 吟遊詩人 役
- ZORRO THE MUSICAL（2011年） - アレハンドロ総督&ジプシー 役
- しあわせのタネ（2014年） - 重森巌 役
- マハゴニー市の興亡（2016年9月6日 - 22日、KAAT神奈川芸術劇場） - モーゼ 役 [15]

### ミュージックビデオ
- 翼はいらない（2016年、AKB48）

### CM
- サントリー サントリービール純生（1974年、ヒデとロザンナと共演）
- 松下電器産業「ナショナル電子頭脳毛布ゆめ」（上條さん、下條さん）（1977年、下条アトムと共演）
- 山之内製薬 ハーブキャンディ（島田祐子と共演）
- サントリー ICE BEER 氷点貯蔵（1994年）[16]

### ラジオ
- 芸能ダイヤル（NHKラジオ第1）
- 上條恒彦・歌そして友達（TBSラジオ）
- マクセル・ユア・ポップス（エフエム東京）

### バラエティ
- 秘密のケンミンSHOW（2012年、読売テレビ）

## 出演作品（声優）

### テレビ人形アニメ
- サンタの秘密と大冒険（1986年、朝日放送） - 大アーク 役

### 劇場アニメ
- ケンタウロスの伝説（1985年） - ボス 役
- 紅の豚（1992年） - マンマユート・ボス 役[17]
- もののけ姫（1997年） - ゴンザ 役[18]
- ドラえもん のび太の南海大冒険（1998年） - キャッシュ 役
- 千と千尋の神隠し（2001年） - 父役 役

### 吹き替え

#### 映画
- フロント・ページ（1980年） - ウォルター・バーンズ 役〈ウォルター・マッソー〉
- アニー（1982年） - ウォーバックス 役 〈アルバート・フィニー〉
- 王になろうとした男（1986年） - ダニエル・ドレイボット 役〈ショーン・コネリー〉 ※テレビ朝日版
- アンクルトム物語（1987年） - アンクルトム 役〈エイヴリー・ブルックス〉
- コマンド5（1988年） - ニック・コワルスキー 役〈ジョン・マトゥザック〉 ※フジテレビ版

#### アニメ
- ロビン・フッド（1975年） - アラナデール 役
- リトル・マーメイド（1991年） - セバスチャン 役
- ファーザー・クリスマス（1991年） - ファザー・クリスマス（サンタクロース） 役

### ラジオドラマ
- FMシアター(NHK-FM)
  - 『ポポイ』（1987年） - 佐伯 役
  - 『ふるさとに、待つ』（2012年） - 光太郎 役

### ナレーション
- 天下堂々（1973年 - 1974年、NHK）
- ドキュメンタリー映画『イヌワシ 風の砦』（1991年）
- Beeミュージアム（2007年 - 2016年、テレビ東京）

## 音楽活動

### 作品
- 1969年11月 シングル 雨よふれ / 青空が青かった
- 1971年1月 シングル 仲間 / さとうきび畑
- 1971年10月 30cmLP〈誰も知らない私の悩み／上條恒彦ファースト・アルバム〉
オル・マン・リバー / ジェリコの戦い / シティ・コールドヘブン / 誰も知らない私の悩み / オー・ハッピー・デー / 最上川舟唄 / 雨よふれ / 牧師とどれい / 勝利を我らに / 太陽 / さとうきび畑
- 1971年11月 シングル 出発の歌 / アルカディア
- 1972年1月 シングル だれかが風の中で / 橋
- 1972年2月 30cmLP〈出発の歌／グランプリ上條恒彦〉（1994年にCD化）
出発の歌 / 風のマーチ / だれかが風の中で / アルカディア / 橋 / 夢をみたよ / ただ愛に生きるだけ / ケ・サラ / ダウン・バイ・ザ・リバーサイド / 我が子は去り行く / こげよマイケル / バラはあこがれ
- 1972年6月 シングル あなたがいれば / 私の家
- 1972年8月 30cmLP〈街が海に沈むとき／上條恒彦セカンド・アルバム〉
はじまりの足音がかけまわる / 街が海に沈むとき / 私の家 / あなたがいれば / おふくろの唄 / 空に小鳥がいなくなった日 / 雨 / 森がよんでいる / ハモニカの歌 / ユートピアを夢みる少年 / ひぐれびわ色影法師
- 1972年10月 30cmLP〈上條恒彦ベスト20〉
最上川舟唄 / だれかが風の中で / 雨よふれ / 街が海に沈むとき / 私の家 / 遠い夏の日のウタ / オル・マン・リバー / ジェリコの戦い / ただ愛に生きるだけ / 夢をみたよ / 出発の歌 / はじまりの足音がかけまわる / ケ・サラ / あなたがいれば / 森がよんでいる / 橋 / アルカディア / オー・ハッピー・デー / ハモニカの歌 / ショーは終わった ボーナス盤シングル 故郷へ帰るのはよそう / ゆめ が付属
- 1972年 シングル 少年と夕陽 / ぼくらはなにもの
- 1973年1月 シングル 都会の朝 / 銀河鉄道の夜
- 1973年5月 シングル 珊瑚礁に何を見た / 橋
- 1973年7月 シングル 昨日はもう過ぎ去って / 舟唄
- 1973年7月 30cmLP 〈珊瑚礁に何を見た／上條恒彦サード・アルバム〉
珊瑚礁に何を見た / 昨日はもう過ぎ去って / 銀河鉄道の夜 / 父が息子に与える歌 / 大地にふせて / 都会の朝 / 神の思いのままに / 舟唄 / 少年と夕陽 / 橋 / 僕は自由 / シャンテ
- 1973年 30cmLP〈上條恒彦ベスト20〉
珊瑚礁に何を見た / 昨日はもう過ぎ去って / 都会の朝 / 私の家 / 最上川舟唄 / 舟唄 / 橋 / あなたがいれば / 街が海に沈むとき / 少年と夕陽 / だれかが風の中で / 出発の歌 / 銀河鉄道の夜 / 大地にふせて / アルカディア / オル・マン・リバー / ジェリコの戦い / ケ・サラ / ダウン・バイ・ザ・リバーサイド / ただ愛に生きるだけ
- 1974年2月 シングル 天下堂々 / さよならの世界
- 1974年6月 シングル 蒼空 / 花の結婚式
- 1974年 30cmLP〈歌は限りなく／グランプリ・フェスティバル〉
さよならの世界 / 出発の歌 / だれかが風の中で / 風のマーチ / 最上川舟唄 / ただ愛に生きるだけ / ケ・サラ / ジェリコの戦い / オル・マン・リバー / こげよマイケル / シティ・コールドヘブン / 我が子は去り行く
- 1974年11月 30cmLP〈遠くへ行きたい〉
遠くへ行きたい / さよならの世界 / 蒼空 / 珊瑚礁に何を見た / 夕陽の丘 / 花の結婚式 / ホリデー / ひとり星の上に / おばあさんの遺言 / オー・ルヴォワール/ 私の家 / ゆめ
- 1975年1月 30cmLP〈STAGE 橋はいつも〉（2004年にCD化）
オープニング (出発の歌) / 冬がくる / 「恋人」のテーマ / ホリデー / 花の結婚式 / 我が子は去りゆく / シャンテ / 空腹のうた / 無題(子守唄) / 冬の歌 / 橋はいつも / 出発の歌 / ショーは終った
- 1976年9月 シングル 橋のうえで / 橋はいつも
- 1977年3月 シングル 恐竜が街にやってきた（B面は歌：シンガーズ・スリー）
- 1977年 シングル 愛は傷あと / ガッタイガーの歌
- 1977年 シングル 怪人二十面相 / 風と僕のバラード
- 1977年10月 シングル スペース1999のテーマ（B面は演奏：MW）
- 1978年 シングル 白き氷河の果てに / さらばカラコルムK2
- 1978年2月 シングル 風の声/ 白い雲
- 1978年3月 シングル 果てしなき挑戦 / もうひとつの地球
- 1979年5月 シングル 鎌倉は子守唄 / 野菜サラダ物語
- 1979年5月 30cmLP〈鎌倉は子守唄／上條恒彦オリジナル11〉
鎌倉は子守唄 / 僕と君と風と / 百日紅 / あの雲のように / 別れるときはいつも / 海を見たくない今は / 野菜サラダ物語 / 欅 / 散歩です風といっしょに / カナリアはその朝 / 樹 / 村で一番大きな銀杏の木
- 1979年11月 シングル 望郷の歌 / 若き友よ
- 1980年3月 シングル 男たちの灯 / 俺らの空は鉄板だ
- 1980年5月 シングル 君は走れ君は歌え / 愛の四季
- 1982年 30cmLP〈上條恒彦ベストアルバム〉
出発の歌 / だれかが風の中で / 珊瑚礁に何を見た / 夢をみたよ / 街が海に沈むとき / 私の家 / アルカディア / ジェリコの戦い / 橋 / ケ・サラ / さとうきび畑 / ショーは終った
- 1984年2月 シングル 雪割草のように / 雪ん子
- 1994年6月 CDシングル おーい青空 / どすこいわんぱく「めざせ若・貴」
- 1996年6月 CDアルバム〈冬の森にて〉
いぬふぐり / サトウキビ畑 / 雨よふれ / ショウは終った / だれかが風の中で / 父が息子に与える歌 / 橋はいつも / わたしが一番きれいだったとき / 冬の歌 / 襟裳岬 / 玄蕃之丞 / 冬の森にて / 雨のベラルーシ / PEACE IN HARMONY / おやすみ
- 2003年6月 CDアルバム 〈お母さんの写真〉
お母さんの写真 / オルガンの丘 / 中央線 / 牧場の朝 / 鞦韆 / 真夏の振り子 / 油屋 / 豚の丸焼き背中にかついで / ひとつ やくそく / 椅子 / 秋 / 花あかり / 冬の星座 / 何もいらない / 祝祭 / 見果てぬ夢
- 2012年11月 CDシングル 夢のあと（2曲目以降はインストゥルメンタル）
- 2013年9月 CDミニアルバム 〈生きているということは〉
生きているということは / 最後の授業 / いのちたちへ / この空の下 / 生きているということは~インストゥルメンタル~

### CDアルバム（再発売を含む）
- 出発の歌／グランプリ上條恒彦（1994年、キングレコード）
- 冬の森にて（1996年、ファーストサークル）
- キングCD文庫『上條恒彦 / コレクション』（1999年、キングレコード）
- スーパーセレクト・上條恒彦 さとうきび畑（2002年、キングレコード）
- お母さんの写真（2003年、EMIミュージック・ジャパン）
- STAGE 橋はいつも（2004年、キングレコード）
- 上條恒彦 全曲集（2011年、キングレコード）
- 生きているということは（2013年、 徳間ジャパン）

### 主題歌・タイアップ
- だれかが風の中で（1972年、フジテレビ系「木枯し紋次郎」主題歌）
- 少年と夕陽（1972年、映画「どぶ川学級」主題歌）
- 昨日はもう過ぎ去って（1973年、フジテレビ系「追跡」主題歌）
- 天下堂々（1974年、NHK総合「天下堂々」主題歌）
- 珊瑚礁に何を見た（1975年、「沖縄国際海洋博覧会」イメージソング）
- 恐竜が街にやってきた（1977年、フジテレビ系「ひらけ!ポンキッキ」使用曲）
- ガッタイガーの歌（1977年、東京12チャンネル「超スーパーカー ガッタイガー」主題歌）
- 愛は傷あと（同上、エンディングテーマ）
- 怪人二十面相（1977年、大映 / フジテレビ「怪人二十面相」主題歌）
- 風と僕のバラード（同上、エンディングテーマ）
- スペース1999のテーマ（1977年、TBS系「スペース1999」主題歌）
- 白き氷河の果てに（1978年、映画「白き氷河の果てに」主題歌）
- 風の声（1978年、映画「イーハトーブの赤い屋根」主題歌）
- 出発の歌（1980年、TBS系「3年B組金八先生」第1シリーズ最終回 挿入歌）
- 男たちの灯（1980年、東京電力「今日も電気を守る」CM曲）
- 君は走れ君は歌え（1981年、日本テレビ系「どんべえ物語」主題歌）
- 無題(子守唄)（1983年、テレビ朝日系「宇宙刑事シャリバン」第19、20話 挿入歌）
- 雪割草のように（1984年、サンリオ 劇場版 アニメ「おしん」エンディングテーマ）
- アンダー・ザ・シー（1991年、ディズニー映画「リトル・マーメイド」日本語吹替版 挿入歌）
- キス・ザ・ガール（同上、挿入歌）
- おーい青空（1994年、映画「どすこい!わんぱく土俵」主題歌）
- だれかが風の中で(新録音)（1999年、トヨタ自動車「グランドハイエース」CM曲）
- 油屋（2001年、映画「千と千尋の神隠し」イメージソング）
- お母さんの写真（2003年、ハウス食品「おうちで食べよう。」シリーズ CM曲）
- 夢のあと（2012年、 SANKYO「ぱちんこ フィーバー覇-LORD-2」イメージソング）

### みんなのうた

#### 出演歴
▲はラジオのみの再放送、△は『特集みんなのうた』での再放送。
| 放送期間                                       | 曲目                     | コーラス                      | 再放送 | 備考     |
| ---------------------------------------------- | ------------------------ | ----------------------------- | --- | -------- |
| 1972年（昭和47年）6月 - 7月                    | 空に小鳥がいなくなった日 | シンガーズ・スリー            | 2015年（平成27年）6月 - 7月▲ 2020年（令和2年）6月 - 7月▲ | [ 注 3 ] |
| 1973年（昭和48年）10月 - 11月                  | ヒーハイホー             | 東京放送児童合唱団            | 2020年（令和2年）10月 - 11月▲ |          |
| 1974年（昭和49年）8月 - 9月                    | 想い出のグリーングラス   | 東京放送児童合唱団            | 1974年（昭和49年）12月29日△ 1975年（昭和50年）2月 - 3月 1975年（昭和50年）12月28日△ 1976年（昭和51年）4月 - 5月 1978年（昭和53年）4月 - 5月 2014年（平成26年）10月25日・11月22日 2022年（令和4年）6月 - 7月 2024年（令和6年）12月 - 2025年（令和7年）1月 | [ 注 5 ] |
| 1974年（昭和49年）12月 - 1975年（昭和50年）1月 | みんなのマーチ           | 山県すみ子 東京放送児童合唱団 | 2011年（平成23年）12月 - 2012年（平成24年）1月▲ 2023年（令和5年）2月 - 3月▲ |          |
| 1976年（昭和51年）12月 - 1977年（昭和52年）1月 | モッキン・バード・ヒル   | （なし）                      | 1975年（昭和50年）5月5日△ 2011年（平成23年）4月23日 2011年（平成23年）8月 - 9月 |          |
| 1981年（昭和56年）10月 - 11月                  | 峠に帰る日               | （なし）                      | 2023年（令和5年）10月 - 11月▲ |          |
| 1984年（昭和59年）8月 - 9月                    | 天使の羽のマーチ         | 東京放送児童合唱団            | 別項 |          |

#### カバー
- 遠い夏の日のウタ （オリジナル歌手：トワ・エ・モワ／1971年6月-7月）
- いかつり唄（オリジナル歌手：五木ひろし／1975年2月-3月）
- 南の島のハメハメハ大王 （オリジナル歌手：水森亜土／1976年4月-5月）

### NHK紅白歌合戦出場歴
| 年度/放送回               | 回 | 曲目                         | 出演順 | 対戦相手       |
| ------------------------- | -- | ---------------------------- | ------ | -------------- |
| 1972年（昭和47年）/第23回 | 初 | 出発の歌-失われた時を求めて- | 15/23  | 欧陽菲菲       |
| 1973年（昭和48年）/第24回 | 2  | シャンテ                     | 12/22  | ザ・ピーナッツ |

注意点
- 出演順は「出演順/出場者数」で表す。

## 受賞歴
- 1971年『ポピュラーソングフェスティバル71』 グランプリ[10]
- 1971年『第2回世界歌謡祭』 グランプリ・歌唱賞[11]
- 1973年『第5回ヤマハポピュラーソングコンテスト』歌唱賞
- 1973年『第4回世界歌謡祭』 歌唱グランプリ
- 1999年度 第25回菊田一夫演劇賞 受賞

## 著書
- 『麓にて』鳥影社・ロゴス企画部, 2001.11